# 娶尿婆
娶尿婆是台灣傳說的海上妖怪，會降雨使船隻沉沒的怪火，被認為是船幽靈。

## 傳說
原本平靜無波的海上，一團怪火突然出現天空中，輕飄飄的纏繞船桅上，接著怪火開始往船內降下傾盆大雨，使船隻沉沒。此時，若船員裸身，爬上船桅，揮舞斧頭砍傷船桅，降雨會停止，怪火也會消失無蹤。